# D.A.F.
Deutsch-Amerikanische Freundschaft (також відомі як DAF або D.A.F.) — електропанк-гурт з Дюссельдорфа (Німеччина). Назва перекладається як «Німецько-Американська Дружба», вимовляється «Дойч-Американіше Фройндшафт».

## Історія

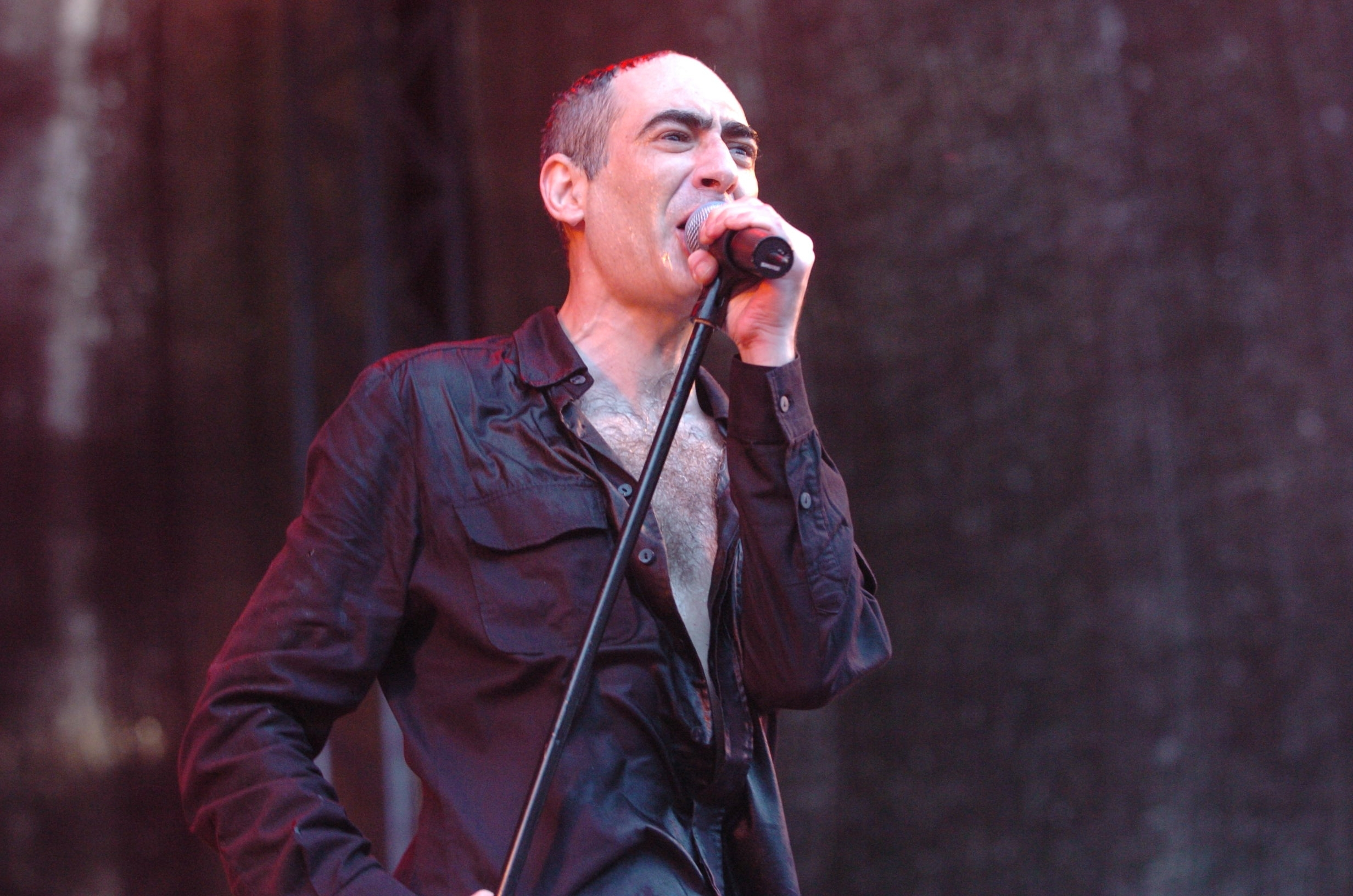
D.A.F.

Група заснована в 1978 році кількома учасниками, серед яких були Роберт Герлі і Габі Дельгадо-Лопез, що залишаються донині (2007) основними учасниками DAF. Іншими учасниками були музиканти групи Der Plan, вони брали участь у записі дебютного альбому «Ein Produkt der DAF» (1979).
Хітом, який став для D.A.F. проривом, є саркастична пісня «Der Mussolini» («Муссоліні») з альбому «Alles ist gut» (1981). Альбом був записаний складом, що вже скоротився до дуету Герла і Дельгадо, за продюсерської і технічної підтримки легендарного Конні Планка. Альбом отримав у Німеччині нагороду «Deutscher Schallplattenpreis».
В середині 1980-х музиканти почали сольні кар'єри. Тоді останнім студійним альбомом став «1st Step To Heaven» (1986) з ухилом звучання в бік танцювальної музики. Однак, активність DAF як дуету Герла і Дельгадо була відроджена з виходом альбому «15 Neue DAF-Lieder» в 2003 році, з якого була випущена синглом анти-бушівская пісня «The Sheriff» («Шериф»). У 2007 році Дельгадо відмовився приєднатися до Герлу для серії концертів, і був замінений іншим вокалістом, після чого проект був перейменований в «D.A.F. Partei».

## Альбоми
- 1979 Produkt der Deutsch-Amerikanischen Freundschaft
- 1980 Die Kleinen Und Die Bösen
- 1981 Alles Ist Gut
- 1981 Gold Und Liebe
- 1982 Für Immer
- 1983 Live in Berlin 1980 (концертный альбом)
- 1986 1st Step To Heaven
- 1988 Best Of DAF (сборник)
- 2003 Fünfzehn Neue DAF Lieder (CD/LP, Mühltal)

## Сингли
- 1980 Kebab Träume
- 1980 Ich Und Die Wirklichkeit
- 1980 Der Räuber und der Prinz
- 1986 Pure Joy
- 1987 The Gun (Maxi-Single)
- 2003 Der Sheriff (Mühltal)